# República Socialista Federativa Soviética Transcaucasiana
A República Socialista Federativa Soviética Transcaucasiana, também conhecida como RSFS Transcaucasiana, foi uma república soviética formada pelo território da Transcaucásia, correspondente às actuais repúblicas da Arménia, Azerbaijão e Geórgia. Foi fundada em 12 de março de 1922 e dissolvida em 5 de dezembro de 1936.

## História
As raízes da RSFS Transcaucasiana datam da época do derrube do Império Russo, durante a Revolução Russa de 1917, quando as províncias do Cáucaso se uniram e tentaram formar o seu próprio estado federal, a República Democrática Federativa Transcaucasiana. Esta foi desmembrada em abril de 1918 devido a interesses nacionais concorrentes e à guerra com o Império Otomano.
Nos anos que se seguiram os três territórios passaram pela Guerra Civil Russa com um grande envolvimento do Exército Vermelho e emergiram como repúblicas soviéticas. Em março de 1922 foram novamente reagrupadas numa união de repúblicas e reorganizadas numa única RSFS em Dezembro desse mesmo ano. Em 1936, a república foi dissolvida e as anteriores repúblicas socialistas soviéticas da Arménia, Azerbaijão e Geórgia foram reinstituídas.